# Gian Filippo Felicioli
Gian Filippo Felicioli (San Severino Marche, 30 settembre 1997) è un calciatore italiano, difensore del Foggia.

## Caratteristiche tecniche
Terzino sinistro molto duttile, veloce e con grande resistenza atletica, ha doti di assist-man; può essere schierato anche come esterno di centrocampo.

## Carriera

### Club
Natìo di San Severino Marche, è cresciuto a Fiuminata ed è figlio dell'attuale sindaco del comune marchigiano. Muove i primi passi nelle giovanili della Folgore Castelraimondo. Passa poi al Camerino, ed infine alla Maceratese, dove viene notato dal responsabile del settore giovanile del Milan Filippo Galli. 
Passa in rossonero nel 2011, dove continua il percorso nelle giovanili. Aggregato alla prima squadra nel finale di stagione 2014-2015 dall'allenatore Filippo Inzaghi, che già lo aveva allenato negli Allievi Nazionali, esordisce con rossoneri (oltre che in Serie A) il 3 maggio 2015 subentrando all'84º minuto a Giacomo Bonaventura nella gara persa per 3-0 contro il Napoli.
Il 13 luglio 2016 viene ceduto in prestito all'Ascoli, ed esordisce in Serie B il 21 ottobre 2016, giocando l'intero incontro Cittadella-Ascoli 0-1.
Dopo aver giocato 21 partite con la squadra marchigiana, a fine stagione torna al Milan; nel giugno 2017 rinnova fino al 2021 con il Milan che un mese dopo lo cede in prestito all'Verona neopromosso in Serie A in prestito biennale.
Debutta con i veneti giocando titolare il 29 novembre 2017 in Coppa Italia nel derby contro il Chievo venendo sostituito da Daniele Verde al 74º minuto; la gara viene poi vinta dall'Hellas ai rigori per 5-4, in quanto la partita era terminata 1-1 dopo i tempi supplementari. Gioca la sua prima partita in A con gli scaligeri il 6 gennaio 2018 (nuovamente) contro il Napoli, persa per 2-0, rilevando Daniele Verde all'82º minuto. Gioca la sua prima partita da titolare in Serie A l'11 marzo 2018 nel derby vinto 1-0 contro il Chievo, giocando un'ottima partita e venendo poi sostituito all'85º minuto da Rolando Aarons.
Il 31 luglio 2018 passa in prestito al Perugia.
Il 18 luglio 2019 viene ceduto a titolo definitivo al Venezia.
Il 31 agosto 2021 fa ritorno all'Ascoli con la formula del prestito.
A fine prestito fa ritorno al Venezia, rescindendo il proprio contratto con il club veneziano l'11 luglio 2022, per poi accasarsi al Cittadella 12 giorni dopo.
Il 1º settembre 2023 viene ceduto alla Pergolettese.
Il 30 luglio 2024 viene acquistato dal Foggia.

### Nazionale
Compie tutta la trafila delle nazionali giovanili italiane, dall'Under-15 fino ad arrivare alla nazionale Under-21 dove fa il suo esordio il 14 novembre 2017 nella partita amichevole giocata a Frosinone contro i pari età della Russia, subentrando al 65º minuto a Giuseppe Pezzella.

## Statistiche

### Presenze e reti nei club
Statistiche aggiornate al 17 maggio 2025.
| Stagione        | Squadra         | Campionato      | Campionato | Campionato | Coppe nazionali | Coppe nazionali | Coppe nazionali | Coppe continentali | Coppe continentali | Coppe continentali | Altre coppe | Altre coppe | Altre coppe | Totale | Totale |
| Stagione        | Squadra         | Comp            | Pres       | Reti       | Comp            | Pres            | Reti            | Comp               | Pres               | Reti               | Comp        | Pres        | Reti        | Pres   | Reti   |
| --------------- | --------------- | --------------- | ---------- | ---------- | --------------- | --------------- | --------------- | ------------------ | ------------------ | ------------------ | ----------- | ----------- | ----------- | ------ | ------ |
| 2014-2015       | Milan           | A               | 1          | 0          | CI              | 0               | 0               | -                  | -                  | -                  | -           | -           | -           | 1      | 0      |
| 2015-2016       | Milan           | A               | 0          | 0          | CI              | 0               | 0               | -                  | -                  | -                  | -           | -           | -           | 0      | 0      |
| Totale Milan    | Totale Milan    | Totale Milan    | 1          | 0          |                 | 0               | 0               |                    | -                  | -                  |             | -           | -           | 1      | 0      |
| 2016-2017       | Ascoli          | B               | 21         | 0          | CI              | 1               | 0               | -                  | -                  | -                  | -           | -           | -           | 22     | 0      |
| 2017-2018       | Verona          | A               | 6          | 0          | CI              | 2               | 0               | -                  | -                  | -                  | -           | -           | -           | 8      | 0      |
| 2018-2019       | Perugia         | B               | 9          | 0          | CI              | 1               | 0               | -                  | -                  | -                  | -           | -           | -           | 10     | 0      |
| 2019-2020       | Venezia         | B               | 7          | 0          | CI              | 2               | 1               | -                  | -                  | -                  | -           | -           | -           | 9      | 1      |
| 2020-2021       | Venezia         | B               | 24+1       | 0          | CI              | 0               | 0               | -                  | -                  | -                  | -           | -           | -           | 25     | 0      |
| Totale Venezia  | Totale Venezia  | Totale Venezia  | 31+1       | 0          |                 | 2               | 1               |                    |                    |                    |             |             |             | 34     | 1      |
| 2021-2022       | Ascoli          | B               | 7          | 1          | CI              | 0               | 0               | -                  | -                  | -                  | -           | -           | -           | 7      | 1      |
| Totale Ascoli   | Totale Ascoli   | Totale Ascoli   | 28         | 1          |                 | 1               | 0               |                    | -                  | -                  |             | -           | -           | 29     | 1      |
| 2022-2023       | Cittadella      | B               | 6          | 0          | CI              | 1               | 0               | -                  | -                  | -                  | -           | -           | -           | 7      | 0      |
| 2023-2024       | Pergolettese    | C               | 23         | 0          | CI-C            | 0               | 0               | -                  | -                  | -                  | -           | -           | -           | 23     | 0      |
| 2024-2025       | Foggia          | C               | 26+2       | 0          | CI-C            | 1               | 0               | -                  | -                  | -                  | -           | -           | -           | 29     | 0      |
| Totale carriera | Totale carriera | Totale carriera | 130+3      | 1          |                 | 7               | 1               |                    | -                  | -                  |             | -           | -           | 140    | 2      |

### Cronologia presenze e reti in nazionale
| Cronologia completa delle presenze e delle reti in nazionale ― Italia under 21 | Cronologia completa delle presenze e delle reti in nazionale ― Italia under 21 | Cronologia completa delle presenze e delle reti in nazionale ― Italia under 21 | Cronologia completa delle presenze e delle reti in nazionale ― Italia under 21 | Cronologia completa delle presenze e delle reti in nazionale ― Italia under 21 | Cronologia completa delle presenze e delle reti in nazionale ― Italia under 21 | Cronologia completa delle presenze e delle reti in nazionale ― Italia under 21 | Cronologia completa delle presenze e delle reti in nazionale ― Italia under 21 |
| Data                                                                           | Città                                                                          | In casa                                                                        | Risultato                                                                      | Ospiti                                                                         | Competizione                                                                   | Reti                                                                           | Note                                                                           |
| ------------------------------------------------------------------------------ | ------------------------------------------------------------------------------ | ------------------------------------------------------------------------------ | ------------------------------------------------------------------------------ | ------------------------------------------------------------------------------ | ------------------------------------------------------------------------------ | ------------------------------------------------------------------------------ | ------------------------------------------------------------------------------ |
| 14-11-2017                                                                     | Frosinone                                                                      | Italia under 21                                                                | 3 – 2                                                                          | Russia under 21                                                                | Amichevole                                                                     | -                                                                              | 65’                                                                            |
| Totale                                                                         |                                                                                | Presenze                                                                       | 1                                                                              |                                                                                | Reti                                                                           | 0                                                                              |                                                                                |